# Carl Nielsen
Carl August Nielsen (9 de Junho de 1865 — 3 de Outubro de 1931) foi um músico, condutor e violinista dinamarquês, reconhecido como o maior compositor do seu país. Crescido no seio de uma família de poucos recursos financeiros mas com aptidão para a música, na ilha da Fiónia, começou a mostrar as suas capacidades musicais ainda muito novo. Começou por tocar numa banda militar e, em seguida, frequentou o Real Conservatório em Copenhaga entre 1884 e Dezembro de 1886. Em 1888, apresentou a sua  Op 1, Suite para Cordas, com 23 anos de idade. No ano seguinte, Nielsen entrou para Orquestra Real Dinamarquesa para o lugar de segundo violinista, onde ficaria durante 16 anos, sob a liderança do maestro Johan Svendsen. Neste período, tocou nas estreias de Giuseppe Verdi's Falstaff e Otello, na Dinamarca. Em 1916, começou a dar aulas na Real Academia de Música Dinamarquesa continuando ali até à sua morte.
Apesar de, actualmente, as suas sinfonias, concertos e corais serem reconhecidas a nível internacional, a carreira de Nielsen e a sua vida pessoal ficaram marcadas por muitas dificuldades, muitas vezes reflectidas na suas composições musicais. Os trabalhos que produziu entre 1897 e 1904 são, por vezes, atribuídos ao seu período "psicológico", resultado, principalmente, do seu casamento turbulento com a escultora Anne Marie Brodersen. Nielsen é, em particular, reconhecido pelas suas seis sinfonias, pelo seu Quinteto de Vento e pelos seus concertos para violino, flauta e clarinete. Na Dinamarca, a sua ópera Maskarade e muitas das suas canções tornaram-se parte integrante do legado nacional. A música que compôs nos primeiros anos foi inspirada em compositores como Brahms e Grieg, mas depressa desenvolveu o seu próprio estilo, inicialmente experimentando a tonalidade progressiva e, mais tarde, divergindo de forma ainda mais radical dos padrões de composição em vigor na época. A sexta e última sinfonia de Nielsen, Sinfonia semplice, foi escrita em 1924–25. Carl Nielsen morreu de ataque cardíaco seis anos mais tarde, e encontra-se sepultado no Cemitério Vestre, em Copenhaga.
Durante a sua vida, a reputação de Nielsen era considerada como marginal, tanto no seu país como internacionalmente. Apenas mais tarde é que os seus trabalhos foram incluídos no repertório internacional, sendo a década de 1960 um marco de aumento da sua popularidade através de Leonard Bernstein e outros. Na Dinamarca, a sua reputação ficou definitivamente marcada em 2006 quando três das suas composições passaram a ser consideradas nos Cânones da Cultura Dinamarquesa entre as doze grandes peças musicais da música daquele país. Durante muitos anos, a sua imagem apareceu nas notas dinamarquesas. O Museu Carl Nielsen em Odense documenta a sua vida e a da sua mulher. Entre 1994 e 2009, a Real Biblioteca Dinamarquesa, apoiada pelo Governo dinamarquês, completou a Edição Carl Nielsen, disponível na internet, contendo a história e as pautas dos trabalhos de Nielsen, algumas das quais nunca antes publicadas. Em 2015, o 150.º aniversário do compositor, são vários os espectáculos e apresentações para celebrar a sua obra.
As obras de Nielsen são algumas vezes citadas por números FS, que dizem respeito à ordem cronológica das composições, conforme  o catálogo de  Dan Fog e Torben Schousboe. O catálogo foi publicado em 1965.

## Vida

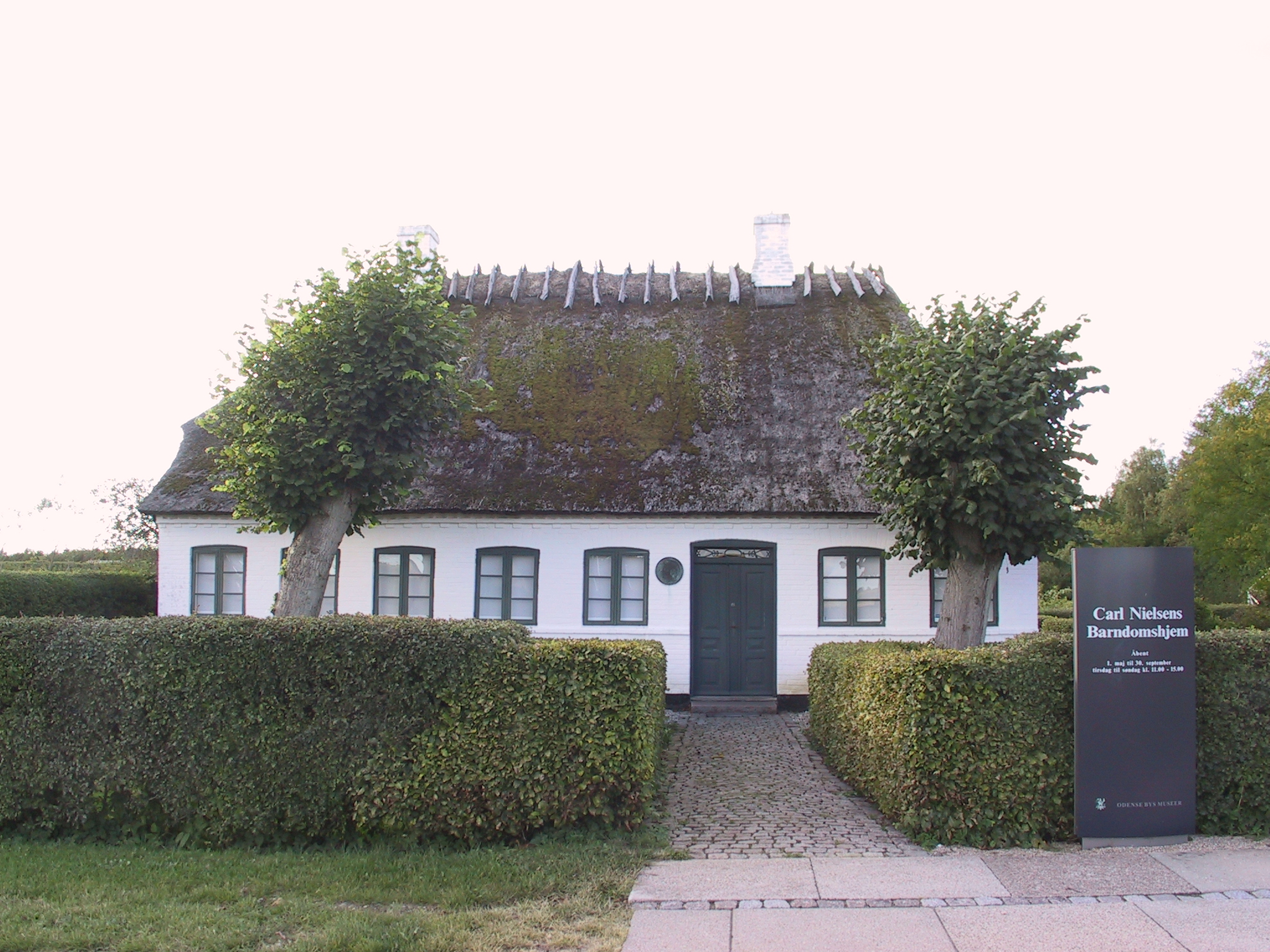
Casa de infância

Nielsen foi o sétimo dos doze filhos de uma família de camponeses pobres, porém musicalmente talentosos, de Sortelung (Nørre Lyndelse), ao sul da cidade de Odense, na ilha de Fiónia, Dinamarca. Seu pai era também pintor e músico amador. Carl conseguiu aprender violino e piano quando ainda era criança. Ele também aprendeu a tocar instrumentos de sopro, o que o levou a ser corneteiro do 16 º Batalhão em Odense. Mais tarde, estudou violino e teoria musical no Conservatório Musical de Copenhaga, mas nunca teve, formalmente, aulas de composição. Apesar disso, ele começou a compor.

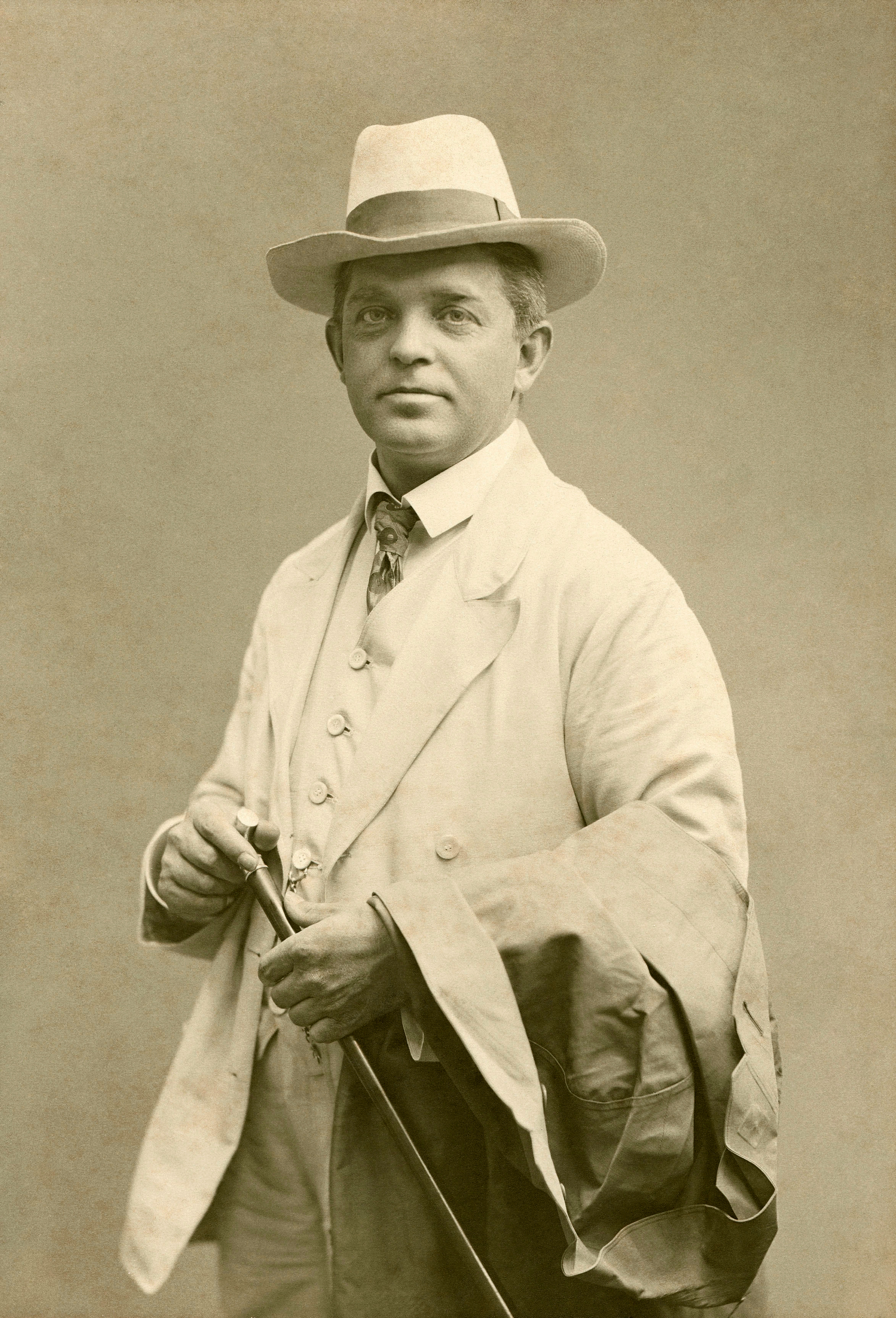
Carl Nielsen (1908)

## Obras

### Óperas
- Snefrid, melodrama (1893)
- Saul e David (1902)
- Maskarade (1906)

### Música orquestral
- Pequena  suíte para cordas  FS 6 (1888)
- Sinfonia n° 1 em sol menor,  FS 16, Op. 7 (1892-1894)
- Sinfonia n° 2 , De fire Temperamenter ('Os quatro temperamentos'), FS 29, Op. 16.1902
- Helios (1903)
- Sagadrom (O sonho de Gunnar) (1908)
- Sinfonia n° 3 , Espansiva  (1911)
- Concerto para violino  (1911)
- Sinfonia n° 4, Det Uudslukkelige ('A inextinguível'), FS 76, Op. 29 (1914-1916)
- Sinfonia n° 5 , FS 97, Op. 50 (1921-1922)
- Sinfonia n° 6, Semplice",  FS 116 (1925)
- Pan og Syrinx  ('Pan e Syrinx'),  FS 87, Op. 49 (1918)
- Franz Neruda - in memoriam (1918)
- "Aladdin" (texto de  A. Oehlenschlæger) FS 89 (1918–19)
- Concerto para flauta (1926)
- En Fantasirejse til Færøerne ('Uma viagem imaginária às  Ilhas Faroé'), FS 123 (1927)
- Concerto para clarineta (1928)
- Bøhmisk-dansk Folketone  ('Música boemo-dinamarquesa'), FS 130. (1928)
- Fantasistykker for obo og klavier ('Fantasias para oboé e piano'), Op. 2, FS 8 (1889)

### Música coral
- Hymnus amoris  (Hino de amor'), para solistas, coro e orquestra, Op. 12, FS 21. (1897)
- Søvnen ('O sono'), para coro e orquestra, Op. 18, FS 22. (1904)
- Fynsk forår ('Primavera na  Fiônia')  para solistas, coro e orquestra; texto de A. Berntsen, FS 96, Op. 42. (1921)
- Hyldest til Holberg ('Homenagem a Holberg'), música  incidental, texto de  H.H. Seedorff Pedersen (1922)
- Tre Motteter ('Três motetos')  FS 139.(1929)
- Hymne til Kunsten (Hymne à l'Art)  (1929)
- Diversas cantatas comemorativas, sendo uma delas alusiva ao 250º aniversário do assalto a Copenhagen (11 de fevereiro de 1659), durante a Segunda Guerra do Norte. Texto de L.C. Nielsen. FS 49. (1909)

### Música para voz solista
- En Snes danske Viser ('Uma vintena de canções  dinamarquesas'), FS 70 (1914, 1917). Colab.: T. Laub
- Tyve folkelige Melodier ('Vinte melodias populares')   FS 95, com  textos de  vários autores (1917–21)
- Ti dansk Smaasange ('Dez pequenas canções dinamarquesas'), FS 114, com textos de vários autores (1923–24)

### Música de câmara
- Quarteto de cordas n° 1 em sol menor, FS 4, Op. 13. (1887–88, revisado em 1900)
- Quarteto de cordas n°2 em fá menor, FS 11, Op. 5. (1890)
- Quarteto de cordas n° 3  em mi  maior,  FS 23, Op. 14. (1897–98, revisado em 1899)
- Quarteto de cordas n° 4 em fá maior , FS 36, Op. 44. (composto em 1906, como  quarteto "Piacevolezza" Op.19 ; revisado em 1919)
- Quarteto de cordas em ré menorr, FS 3d. (1882–83)
- Diversos movimentos para quarteto de cordas, FS 3c. (1883–87)
- Quarteto de cordas em fá maior  FS 3k. (1887)
- Quarteto de cordas em ré menor. FS 3d. (1882–83)

### Música para piano
- Skomagerens Brudevals ('Valsa nupcial do fabricante de sapatos'), FS 2 (1878)
- Caractaerstykker, ('Duas peças características'), FS 3f. (1882–83)
- Cinco peças para piano, op. 3, FS 10 (1890)
  - 1. Melodia popular
  - 2. Humoresque
  - 3. Arabesque
  - 4. Mignon
  - 5. Dança do elfo
- Suíte sinfônica, FS 19, Op. 8. (1894)
- Humoreske Bagateller ('Bagatela humoresque'), FS 22, Op. 11. (1894–97)
- Fest-praeludium Ved Aarhundredskiftet ('Prelúdio  festival do novo século'), FS 24  (1899)
- Drømmen om 'Glade Jul' (O sonho da 'Noite Feliz'), FS 334. (1905)
- Chaconne, FS 79, Op. 32  (1916)
- Tema e variações, FS 81, Op. 40 (1917)
- Suite para piano [Den Luciferiske ('O Luciferano'], FS 91, Op. 45 (1919–20)
- Tre Klaverstykker ('Três peças para piano'), FS 131, Op. 59 (1928)
- Klavermusik for Smaa og Store ('Música de piano para jovens e velhos'); 24 peças para cinco dedos (em 2 volumes), FS 148, Op. 53. (1930)
- Peça de piano em dó, FS 159. (1931)

### Música para  órgão
- 29 smaa Praeludier (29 pequenos prelúdios), FS 136, Op. 51 (1929)
- 2 efterladte Praeludier (2 prelúdios adicionais'), FS 137  (1930)
- Commotio, FS 155, Op. 58 (1930–1931)

### Escritos não musicais
- Min fynske Barndom (Minha infância em Fiônia, memórias)

### Gravações Históricas
- Sinfonia n° 1: Thomas Jensen - 1952 (Decca)
- Sinfonia n° 2: Thomas Jensen - 1947 (EMI)
- Sinfonia n° 3: Erik Tuxen - 1946 (Decca)
- Sinfonia n° 4: Launy Grøndahl - 1951 (EMI)
- Sinfonia n° 5: Erik Tuxen - 1950 (EMI); Thomas Jensen - 1954 (Decca)
- Sinfonia n° 6: Thomas Jensen - 1952 (Tono)